# George Wallace
George Corley Wallace, Jr. (25. august 1919 i Clio, Alabama – 13. september 1998 Montgomery, Alabama) var guvernør i den amerikanske delstat Alabama i fire valgperioder: 1963–1967, 1971–1979 og 1983–1987. Wallace stillede endvidere op til det amerikanske præsidentvalg fire gange: Tre gange for Det Demokratiske Parti og én gang som kandidat for American Independent Party. Han er betegnet som "den mest indflydelsesrige tabende kandidat" i amerikansk politik i det 20. århundrede. I 1972 blev Wallace udsat for et attentat, der medførte, at han blev lam fra livet og ned og måtte tilbringe resten af livet i kørestol. Han er bedst kendt for sin støtte til raceadskillelse og sin modstand mod den amerikanske borgerrettighedsbevægelse i 1960'erne.

## Valgt til guvernør og raceadskillelsespolitik
Wallace havde stillet op til guvernørvalget i 1958 i den amerikanske sydstat Alabama, men måtte se sig besejret af partifællen John Patterson, der med støtte fra blandt andet Ku Klux Klan vandt den endelige nominering og guvernørposten. Nederlaget betegnede vendepunktet for Wallace, der herefter indtog stærke politiske standpunkter for bevarelse af raceadskillelse.
Med dette politiske program blev Wallace valgt som Alabamas guvernør for Demokraterne ved en jordskredssejr i november 1962. Han blev indsat i embedet den 14. januar 1963 og aflagde tiltrædelses-ed på samme sted, som Jefferson Davis 102 år tidligere havde aflagt ed for Amerikas Konfødererede Stater, der kæmpede mod en afskaffelse af slaveriet. I Wallaces tiltrædelsestale udtalte han bl.a. "Jeg siger raceadskillelse i dag, raceadskillelse i morgen, raceadskillelse for evigt" ("I say segregation now, segregation tomorrow, segregation forever").
Wallace deltog aktivt i protesterne mod optagelse af sorte og farvede studerende på uddannelsesinstitutionerne, og stod foran Foster Auditoriet på University of Alabama den 11. juni 1963 for fysisk at blokere indgangen for to farvede studerende, der var blevet optaget på universitetet. For at sikre de sorte studerendes ret til adgang på universitetet blev udkommanderet US Marshals, vicestatsanklageren og den amerikanske Nationalgarde, hvorefter Wallance opgav sin fysiske blokade. I september 1963 forsøgte Wallace at stoppe fire sorte skoleelever i at komme ind på fire grundskoler i Huntsville, Alabama. De føderale domstole gav eleverne tilladelse til at starte på skolerne, og eleverne blev derved de første farvede elever, der blev integreret på grundskoler i Alabama.

## Demokraternes primærvalg 1964
I november 1963 bekendtgjorde George C. Wallace i Dallas, Texas, at han agtede at stille op imod John F. Kennedy ved demokraternes primærvalg til nominering som det demokratiske partis præsidentkandidat til præsidentvalget i 1964. Wallaces program var baseret på modstand mod de sortes borgerrettigheder, modstand mod føderal regulering af delstaterne og støtte til "lov og orden". Ved primærvalgene i Wisconsin, Maryland og Indiana vandt han en tredjedel af stemmerne.

## Førstemand i Alabama
Alabamas forfatning hindrede Wallace i at søge genvalg til guvernørposten i 1966. I stedet lod Wallace sin hustru, Laureen Wallace, stille op til embedet. Laureen Wallace vandt guvernørvalget og sikrede derved George C. Wallace en indflydelsessig position som "førstemand" i Alabama. Hustruen døde imidlertid af kræft den 7. maj 1968 under Wallaces andet forsøg på at opnå nominering som præsidentkandidat. Hustruens død mindskede George C. Wallaces indflydelse i Alabama. Wallaces tilhængere sørgede imidlertid for, at begrænsningerne i forfatningen blev lempet, og Wallace kunne senere genopstille som guvernør.

## Opstilling som præsidentkandidat i 1968
Ved det amerikanske præsidentvalg i 1968 stillede Wallace op som præsidentkandidat for det amerikanske parti American Independent Party. Wallace håbede ved sin opstilling at presse de etablerede partier til at bremse det føderale pres på sydstaterne om at bringe raceadskillelsen til ophør. Wallaces valgprogram indeholdt betydelig forøgelse af ydelserne til modtagere af offentlig hjælp, herunder understøttelse og sundhedsordninger.
Richard Nixon var bekymret for, at Wallace kunne tage tilstrækkeligt mange stemmer fra Repuplikanerne, således at den demokratiske vice-præsident Hubert Humphrey derved kunne vinde valget. Flere demokrater frygtede, at Wallaces synspunkter kunne finde genklang blandt arbejderne og fagforeningsmedlemmerne i de nordlige delstater, og derved true Humphrey. Wallaces kørte en kampagne om "Lov og Orden", der på mange måder mindede om Nixons kampagne.
Wallace opnåede under valgkampen betydelig bevågenhed med en række udtalelser og citater. Han fortalte blandt andet, at "hvis en anarkist lægger sig foran min bil, er det den sidste bil han lægger sig foran" og at de eneste ord på fire bogstaver, som hippierne ikke kendte var "w-o-r-k" (arbejde) og "s-o-a-p" (sæbe). Han beskyldte både Nixon og Humphrey for at ville ophæve raceadskillelsen i syden, og udtalte, at der ingen forskel var på Republikanerne og Demokraterne.
Ved præsidentvalget i 1968 vandt Wallace 5 sydstater og fik næsten 10 millioner personlige stemmer, men tabte valget til Nixon, der i alt vandt 301 valgmænd. Wallace er den sidste kandidat udenfor de to store partier, Demokraterne og Republikanerne, der har opnået valgmandsstemmer fra valgmænd vundet ved valget.

## Anden periode som guvernør
I 1970 stillede Wallace atter op til guvernørvalget i Alabama mod den siddende guvernør Albert Brewer, der åbent søgte stemmer blandt sorte vælgere. Ved primærvalget fik Brewer flest stemmer, men opnåede ikke majoritet, hvilket medførte en yderligere valgrunde. I hvad der er blevet kaldt "en af de mest racistiske kampagner i moderne politik i sydstaterne" benyttede Wallace TV-spots med åbenlyse racistiske slogans og skræmmebilleder.
Wallace besejrede Brewer i anden valgrunde. Dagen efter sejren i Alabama fløj Wallace til Wisconsin for at påbegynde tilrettelæggelsen af sin kampagne for det amerikanske præsidentembede.

## Præsidentkandidat for Det Demokratiske parti og attentat
Den 13. januar 1972 offentliggjorde Wallace, at han stillede op til nomineringen af det Demokratiske partis præsidentkandidat. Wallace deltog således i primærvalgene sammen med George McGovern, Hubert Humphrey og ni øvrige demokratiske præsidentkandidater. Ved Floridas primærvalg besøgte Wallace hvert County i delstaten, og han opnåede 42 procent af stemmerne i Florida. Under valgkampen tilkendegav Wallace, at han ikke længere var for raceadskillelse, og at han altid havde været moderat. Selvom Wallace ikke længere gik ind for raceadskillelse, gik han kraftigt imod de amerikanske program for raceblanding på skolerne gennem kørsel af sorte elever til skoler i områder med overvejende hvide elever.
De første fire måneder af Wallaces kampagne forløb særdeles succesfuldt med stor tilslutning til Wallace i meningsmålingerne. Den 15. maj 1972 blev Wallace imidlertid skudt fire gange af den 21-årige Arthur Bremer i byen Laurel i Maryland. Et af projektilerne ramte Wallaces rygsøjle, og Wallace blev lam fra livet og ned. Tre øvrige personer blev såret under skyderiet. Af Bremers dagbog fremgik, at der ikke lå et politisk motiv bag drabsforsøget, der i stedet var drevet af et ønske om at blive kendt, og at Bremer tidligere havde ønsket af dræbe præsident Nixon. Bremer blev idømt 53 års fængsel, og blev siden prøveløsladt i 2007. Bremers dagbog var inspiration for filmen Taxi Driver fra 1976.
Efter attentatet vandt Wallace primærvalgene i Maryland og Michigan, men vandt ikke den endelige nominering, der i stedet gik til George McGovern. Wallace talte ved Demokraternes partikonvent i Miami den 11. juli 1972.
Wallace fortsatte som guvernør i Alabama, og vandt atter guvernørvalget i 1974.

## Opstilling til Demokraternes primærvalg i 1976
I november 1975 bekendtgjorde Wallace, at han for fjerde gang stillede op til det amerikanske præsidentvalg. Wallace stillede op til primærvalgene for Det Demokratiske parti for at blive nomineret til partiets præsidentkandidat. Wallace havde regnet med at vinde sydstaterne under nomineringen, men han opnåede alene sejre i Mississippi, South Carolina og hjemstaten Alabama. Wallace blev nr. 3 ved primærvalgene efter Jimmy Carter og Californiens guvernør Jerry Brown. Wallace indstillede sin valgkamp i juni 1976, og endte med at anbefale sine vælgere at stemme på Jimmy Carter, idet Wallace angav, at han ønskede at støtte en sydstatsmand.

## Sidste periode som guvernør

### Opblødning af holdninger
I slutningen af 1970'erne meddelte Wallace, at han var "genfødt kristen", og han undskyldte overfor sorte borgerrettighedsforkæmpere for sine tidligere holdninger om raceadskillelse. I 1979, da sorte vælgere var blevet en indflydelsesrig vælgergruppe, udtalte Wallace, at han havde taget fejl, og at dagene med raceadskillelse var forbi, og burde være forbi. I sin sidste embedsperiode som guvernør i Alabama (1983–1987) blev der udpeget et rekordstort antal sorte til offentlige embeder i delstaten.
I 1982 stillede Wallace atter op til valget som guvernør i Alabama og opnåede valg for fjerde gang som delstatens guvernør. Han opnåede således at være guvernør i Alabama i i alt 16 år fordelt over tre årtier.